# Erminio Brevedan
Erminio Brevedan (Treviso, 28 novembre 1893 – Monte Croce Carnico, 20 luglio 1915) è stato un calciatore italiano, di ruolo attaccante.

## Biografia
Dopo aver lasciato il Milan, divenne sottotenente del Regio Esercito, entrando nella Brigata Marche 55º Fanteria. Il 20 luglio il Regno d'Italia, attaccato dal fuoco austro-ungarico, perse numerosi soldati tra cui proprio Brevedan: fu il primo calciatore milanista morto nella Grande Guerra, a Monte Piana.

## Carriera
Giocò nel Milan per una sola stagione, quella in Prima Categoria 1914-1915, disputando 5 partite e mettendo a segno una tripletta nella sua partita d'esordio, il 4 ottobre 1914, in Milan-Audax Modena (13-0).